# John Rutherfurd
John Rutherfurd (ur. 20 września 1760 w Nowym Jorku, zm. 23 lutego 1840) – amerykański prawnik i polityk.
W latach 1791–1798 reprezentował stan New Jersey w Senacie Stanów Zjednoczonych.